# Horatio Torromé
Horatio Tertuliano Torromé (ur. w 1861 w Rio de Janeiro, zm. 16 września 1920 w Willesden) – brytyjski łyżwiarz figurowy pochodzenia argentyńsko-brazylijskiego startujący w konkurencji solistów i sędzia sportowy, uczestnik oraz sędzia na letnich igrzyskach olimpijskich w Londynie (1908), uczestnik mistrzostw świata oraz dwukrotny mistrz Wielkiej Brytanii (1905, 1906).
Jego ojciec był Argentyńczykiem, a matka Brazylijką. Ojciec Francisco był importerem kawy i herbaty, a także malarzem. Torromé urodził się w Rio de Janeiro, ale tuż po jego narodzinach rodzina wyemigrowała do Londynu. Jazdy na łyżwach nauczył się w słynnym klubie Prince's Skating Club w Knightsbridge.
Horatio Torromé przez większość swojej kariery reprezentował Wielką Brytanię. W 1902 roku zajął czwarte, ostatnie miejsce na mistrzostwach świata. Następnie został mistrzem Wielkiej Brytanii w latach 1905 i 1906, a także zajął drugie miejsce w 1903 roku ustępując Madge Syers. W 1908 roku mógł reprezentować Wielką Brytanię podczas Letnich Igrzysk Olimpijskich 1908 w Londynie, ale zdecydował się na start w barwach Argentyny zostając jedynym olimpijczyk z tego kraju. Uplasował się na siódmej pozycji z łączną notą punktową 1144,5 pkt. Był też sędzią podczas konkursu par sportowych na tych igrzyskach, oraz cztery lata później podczas mistrzostw świata 1912 w Manchesterze.

## Osiągnięcia
|                               | Wielka Brytania | Wielka Brytania | Wielka Brytania | Wielka Brytania | Wielka Brytania | Wielka Brytania | Argentyna |
| Zawody                        | 1902            | 1903            | 1904            | 1905            | 1906            | 1907            | 1908      |
| Międzynarodowe                |                 |                 |                 |                 |                 |                 |           |
| Igrzyska olimpijskie          |                 |                 |                 |                 |                 |                 | 7         |
| Mistrzostwa świata            | 4               |                 |                 |                 |                 |                 |           |
| Krajowe                       |                 |                 |                 |                 |                 |                 |           |
| Mistrzostwa Wielkiej Brytanii |                 | 2               |                 | 1               | 1               |                 |           |